# Старый Тукшум
Старый Тукшум (чув. Кивĕ Тăкшăм) — село в Шигонском районе Самарской области в составе сельского поселения Береговой. 

## География
Находится на расстоянии примерно 36 километров на север-северо-запад от районного центра села Шигоны.

## Название
Название «Тукшум» может идти от татарского слова «туку» — «долбить, стучать» (речь идёт о роднике, ведь Тукшум образовался на берегу одноименной реки Тукшумка).

## История
Деревня известна со второй половины XVII века,  когда была форпостом, прикрывавшим Сызрань. Основано было служилыми татарами (чувашами).
Во второй половине XVIII века эти красивейшие лесистые земли были куплены помещиками Москвитиновыми у новокрещённых чуваш.  На этнографической карте "Российской Империи" 1875 года  А. Риттиха поселение отмечено как чувашское. Через некоторое время владельцами земли становится род Бестужевых, у статского советника Василия Бестужева.
Первая церковь построена была в 1734 году (сгорела в 1796 году).
В 1780 году, при создании Симбирского наместничества, записано: «деревни Старова Тукшума в натуре нет, а в ней числится приписанных бывших в оной новокрещена салдатской сын живущий в городе Синбирске», вошла в состав Сенгилеевского уезда.
Старым Тукшумом стало именоваться после возникновения в 1785 году Нового Тукшума.
В 1816 году, в честь победы над Наполеоном, в Старом Тукшуме на средства семьи Бестужевых начинает строиться храм. В 1835 году новый  каменный храм был построен и начал служить. Престолов в нём два: главный в честь Рождества Христова и в приделе в честь Владимирской иконы Божией Матери. В селе при источнике Москвине есть каменная часовня, куда совершаются крестные ходы 23 июня и 1 августа. Часовня была разрушена в 1934 году.
В начале XIX века в селе было 190 дворов и 1115 жителей.
Помещиками были: Бестужевы, Хвощинская, Дурасов и Понсе.
До 30 сентября 1845 года здесь жил и был похоронен предводитель Симбирского дворянства (в 1835—1840 годах) — Бестужев, Григорий Васильевич (1785—1845) и его младший брат — гвардии поручик Иван Васильевич Бестужев (1787—1839).
В 1859 году село Старый Тукшум (Рождествено) находилось во 2-м стане, по тракту от с. Тереньги в г. Самару, имеется: церковь православная и суконная фабрика.

## Население
В 1859 году в с. Старом Тукшуме (Рождествено) в 271 дворах жило: 914 м. и 891 ж.;
В 1900 году прихожан в с. Старом Тукшуме (н. р. и ч.; волост. правл.) в 253 дворах жило: 704 м. и 751 ж.  Постоянное население составляло 329 человек (русские 95%) в 2002 году, 270 в 2010 году.

## Достопримечательности
- Святой источник Владимирской иконы Богородицы село Старый Тукшум[1].
- Храм Рождества Христова [8][9][10][11][12][13][14]

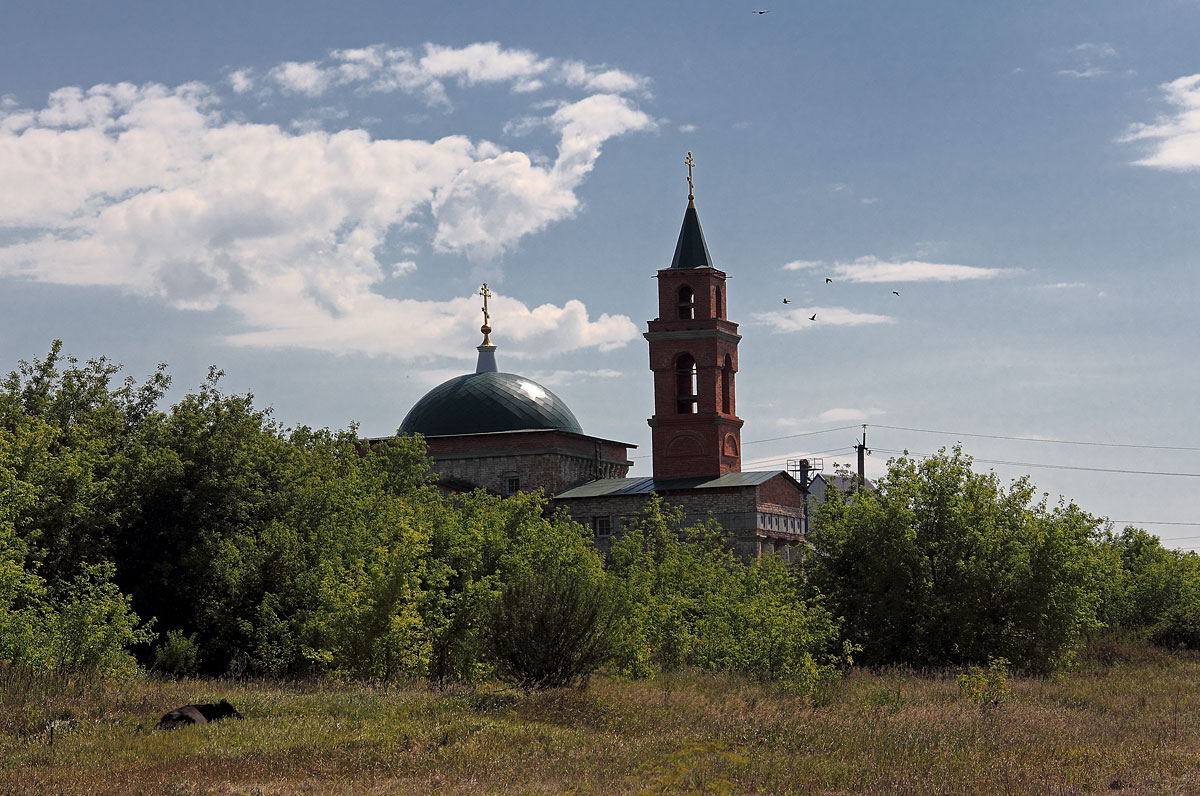
Храм в Старом Тукшуме.